# Red Jacket
|  | Per a altres significats, vegeu «Red Jacket (jugador de lacrosse)». |

Red Jacket (Nova York, 1758-1830) és el nom que rebé dels britànics l'orador seneca Sagoyewatha, 'el que els manté desperts'. El 1792 marxà a Washington per negociar la independència de les Sis Nacions, així com ho va fer el 1794 a Buffalo Creek, i hi destacaria pel poder de la seva oratòria. El 1805, criticaria l'actitud hipòcrita dels missioners cristians i la seva actitud en la venda d'alcohol als indis. Els darrers anys de la seva vida els passaria dirigint una facció enfrontada tant a Joseph Brant com a Cornplanter, ja que mai acceptà els ensenyaments de Handsome Lake.